# Sinnesrobönen (psalm)
Sinnesrobönen eller The Serenity Prayer är en psalm vars text är skriven av Reinhold Niebuhr och musiken av Britta Snickars. Det finns både med engelsk och svensk text i Psalmer i 2000-talet.

## Publicerad som
- Nr 819 i Psalmer i 2000-talet under rubriken "Verklighetsuppfattning, tillvaron som Guds skapelse".
- Nr 916 iSång i Guds värld Tillägg till Svensk psalmbok för den evangelisk-lutherska kyrkan i Finland 2015 under rubriken "Stillhet och meditation".